# 잉여공주
《잉여공주》는 2014년 8월 7일부터 2014년 10월 9일까지 tvN에서 방영된 드라마이다.

## 등장 인물

### 주요 인물
- 조보아 : 김하니 / 에이린 역
- 온주완 : 이현명 역
- 송재림 : 권시경 역
- 박지수 : 윤진아 역

### 김하니 주변인물
- 안길강 : 안마녀 역

### 잉여하우스
- 김슬기 : 안혜영 역
- 김민교 : 도지용 역
- 남주혁 : 빅 역
- 이선규 : 이선규 역

### JH푸드
- 진희경 : 홍명희 역
- 김재화 : 김우선 역
- 한소영 : 소대리 역
- 재이 : 한국자 역

### 엘리트 그룹
- 김하린 : 박금비 역

### 특별출연
- 문희경 : 윤진아의 어머니 역
- 라미란 : 세블린 역
- 강용석 : 면접관 역
- 문지인 : 거품이 되어 사라진 여성 역
- 김정하 : 119에 신고하는 목격자 역
- 정링컨
- 유세윤 : 작업남 역
- 향숙 : 수지 역
- 유병재 : 유병재 역
- 이지우 : 안마녀의 딸 역
- 정찬우 : 식스리노 역
- 크레용팝
- 김산호
- 연송하
- 차승연
- 김인호
- 손우혁

## 시청률
| 2014년 | 2014년   | 2014년                             | 2014년          |
| 회차   | 방송일자 | 부제                               | AGB 닐슨 시청률 |
| ------ | -------- | ---------------------------------- | --------------- |
| 제1회  | 8월 7일  | 개천에서 인어난다                  | 0.839%          |
| 제2회  | 8월 14일 | 원수는 한강다리 밑에서 만난다      | 0.966%          |
| 제3회  | 8월 21일 | 아닌 밤중에 진정한 사랑            | 0.599%          |
| 제4회  | 8월 28일 | 잉여도 밟으면 꿈틀한다             | 0.975%          |
| 제5회  | 9월 4일  | 공든 자소설 무너지랴               | 0.743%          |
| 제6회  | 9월 11일 | 하늘이 무너져도 솟아날 구멍은 없다 | 0.602%          |
| 제7회  | 9월 18일 | 아니 땐 심장이 두근대랴            | 0.537%          |
| 제8회  | 9월 25일 | 실패는 잉여의 어머니               | -               |
| 제9회  | 10월 2일 | 오르지 못할 나무 쳐다볼 순 있다    | -               |
| 제10회 | 10월 9일 | 물거품 무서워 사랑 못하랴!         | 0.590%          |